# جامع علي الموسوي

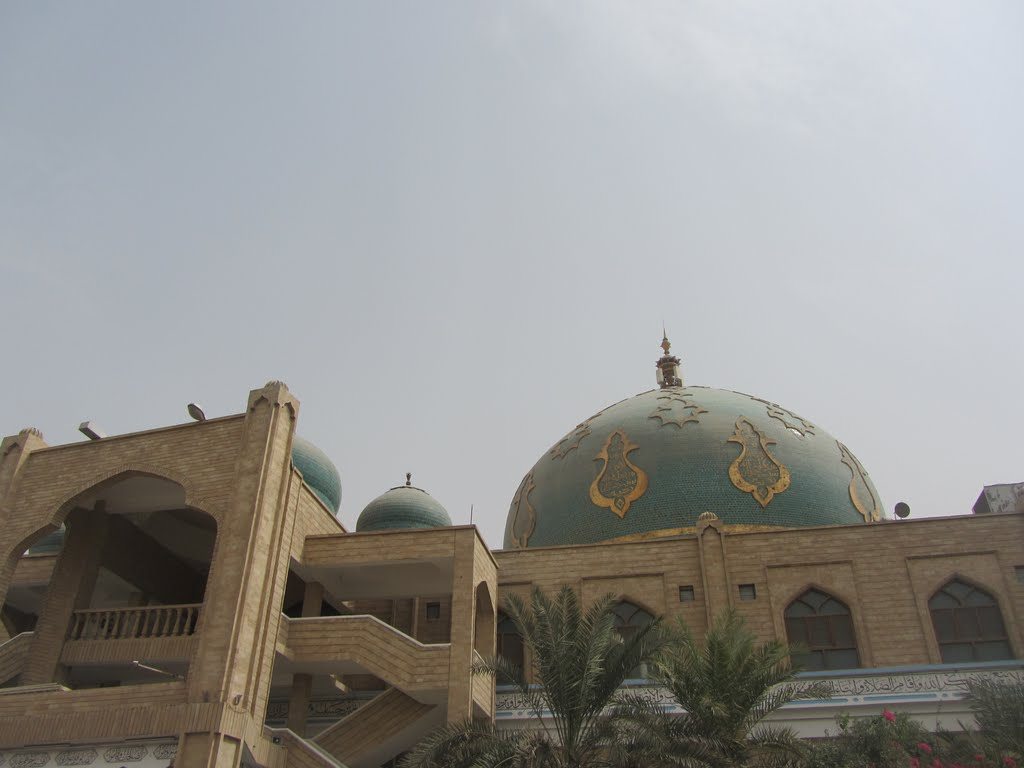
جامع الموسوي الكبير

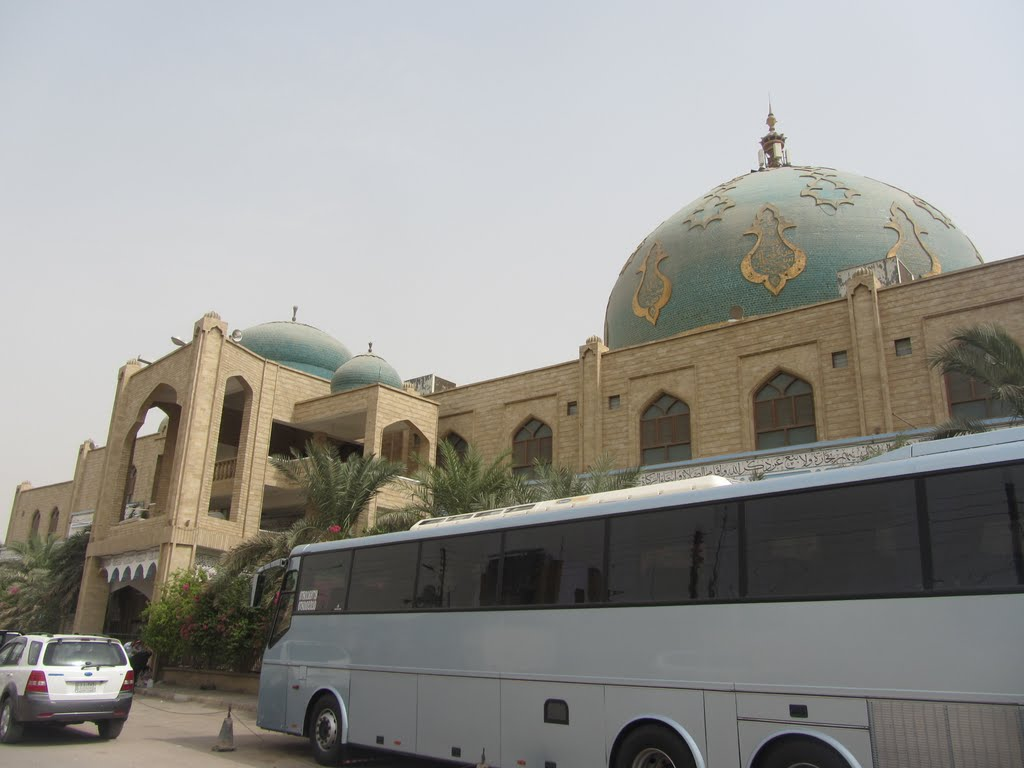
جامع الموسوي الكبير

جامع السيد علي الموسوي : هو من أكبر مساجد البصرة، وهو من مساجد الشيعة من الطائفة الشيخية، والجامع مؤلف من طابقين لصلاة الرجال بالإضافة إلى مصلى خاص وواسع للنساء، وهو معزول عن طابقي  الرجال، وفي هذا الجامع تقام صلاة الجمعة وأيضا تقام فيه الشعائر الدينية كافة. ويتميز المسجد بقبابه الاثنتي عشر المتفاوتة في الحجم على عدد الأئمة المعصومين، ويوجد تحت القبة الكبيرة ثريا ضخمة وجميلة جداً تزين قاعة الطابق الثاني للمسجد ويفتخر أبناء الطائفة الشيخية ومقلدو السيد علي الموسوي، بأن هذا المسجد قد بني بسواعدهم وجهدهم وكذلك توجد في المسجد حديقة، وساعة جميلة شامخة إلى جانب القباب.
يذكر أن الشيعة من الطائفة الشيخية يتبعها العديد من العراقيين الذين يتواجدون في محافظة البصرة وينتشرون في محافظات جنوب العراق، كما يوجد الكثير من أتباع الطائفة في دول الخليج العربي.
ولقد أعلنت الطائفة الشيخية في محافظة البصرة، في شهر كانون الثاني من عام 2015م وفاة زعيمها الديني ومرجعها السيد علي الموسوي.
أما سبب تسميتهم بالشيخية فلأنهم قلدوا الشيخ احمد بن زين الدين الأحسائي في حياته، وقلدوا تلامذته وحملة حكمته وعلومه بعد وفاته، واخذوا منهم معالم دينهم من أحكام الحلال والحرام، شأنهم في ذلك شأن سائر الشيعة الآخرين الذين يقلدون علماءهم مع وجود الإختلافات الكثيرة بينهم في مسائل فروع الدين.